# Seseli calycina
Seseli calycina är en flockblommig växtart som först beskrevs av Jevgenij Korovin, och fick sitt nu gällande namn av Minosuke Hiroe. Seseli calycina ingår i släktet säfferötter, och familjen flockblommiga växter. Inga underarter finns listade i Catalogue of Life.